# Janthinisca linda
Janthinisca linda är en fjärilsart som beskrevs av Sergius G. Kiriakoff 1979. Janthinisca linda ingår i släktet Janthinisca och familjen tandspinnare. Inga underarter finns listade i Catalogue of Life.